# Seventh Wonder
Seventh Wonder – szwedzka grupa muzyczna wykonująca metal progresywny. Założona w 2000 roku w Sztokholmie.

## Historia
Seventh Wonder zostało założone w 2000 roku przez basistę Andreasa Blomqvista, gitarzystę Johana Liefvendahla i perkusistę Johnny’ego Sandina, kiedy rozpadł się ich poprzedni zespół. Ich muzyka skierowała się w stronę metalu progresywnego i kiedy do zespołu dołączył keyboardzista Andreas "Kyrt" Söderin, nowe brzmienie jeszcze bardziej zakorzeniło się w ich twórczości.
Dwa dema, które zostały nagrane w latach 2001 (Seventh Wonder) i 2003 (Temple In The Storm) przyciągnęły uwagę wytwórni Lion Music, która w 2004 roku podpisała z zespołem kontrakt. Ta współpraca zaowocowała wydaniem pierwszego albumu Seventh Wonder (Become), który ujrzał światło dzienne w czerwcu 2005 r.
Przez Seventh Wonder przewinęło się wielu wokalistów, między innymi Ola Halen z zespołu Insania Sthlm. Podczas nagrywania debiutanckiego albumu Become, partie wokalne wykonywał Andi Kravljaca. Niestety tuż po zakończeniu nagrywania, zespół i Andi podjęli decyzję o zakończeniu współpracy. W 2005 roku, tuż po wydaniu płyty, do zespołu dołączył Tommy Karevik, który do dzisiaj pozostaje wokalistą Seventh Wonder.
Ostatni album Seventh Wonder, The Great Escape, został wydany 3 grudnia 2010 r. i został bardzo dobrze przyjęty zarówno przez fanów, jak i krytyków. Przed ukazaniem się albumu z zespołu odszedł perkusista Johnny Sandin, jako przyczyny swojej decyzji podając względy prywatne. 25 kwietnia 2011 roku SW ogłosiło, że nowym perkusistą został Stefan Norgren.
22 lipca 2012 roku zespół Kamelot ogłosił, że nowym wokalistą zostaje Tommy Karevik. Tommy zaznaczył jednak, że nie ma zamiaru opuszczać szeregów Seventh Wonder. Obecnie zespół pracuje nad piątym, studyjnym albumem, który ma ukazać się w 2014 roku.
7 września 2013 roku członkowie Seventh Wonder ogłosili, że na nadchodzącym festiwalu ProgPower USA 2014, zamierzają zarejestrować ich koncert, a następnie wydać go na DVD. Podczas występu po raz pierwszy i jedyny, wykonają wszystkie utwory z płyty Mercy Falls.

## Muzycy

### Obecny skład zespołu
- Tommy Karevik – śpiew (od 2005)
- Andreas Blomqvist – gitara basowa (od 2000)
- Johan Liefvendahl – gitara (od 2000)
- Andreas "Kyrt" Söderin – keyboard (od 2000)
- Stefan Norgren – perkusja (od 2011)

### Byli członkowie
- Johnny Sandin – perkusja (2000–2010)
- Ola Halén – śpiew (2001–2002)
- Andi Kravljaca – śpiew (2002–2005)

## Dyskografia
- Seventh Wonder (demo, 2001)
- Temple in the Storm (demo, 2003)
- Become (2005)
- Waiting in the Wings (2006)
- Mercy Falls (2008)
- The Great Escape (2010)